# Rozan (duo)
Pour les articles homonymes, voir Rozan (homonymie).
Rozan (ロザン) est un duo comique japonais (duo de manzai), composé de Fuminori Ujihara (宇治原 史規) et Hirofumi Suga (菅 広文). Ils travaillent pour l'agence Yoshimoto Kogyo.

## Biographie
Tous deux nés en 1976 et élevés dans la préfecture d'Osaka, ils se rencontrent au lycée et forment leur duo en 1996. Ils gagnent de l'expérience de la comédie au "Base Yoshimoto," un club de comédie créé par la troupe "Yoshimoto Kogyo" à Osaka, qui a lancé de nombreux comédiens du Kansai. Ils trouvent leur nom de scène dans l'anime Saint Seiya.

## Membres
- Fuminori Ujihara est né le 20 avril 1976 à Shijonawate, Osaka. Il joue le tsukkomi dans le duo.

- Hirofumi Suga est né le 29 octobre 1976 à Takaishi, Osaka. Il joue le boke dans le duo et en écrit tous les sketches.

## Média
Télévision
- Quiz! Shinsuke-kun (クイズ！紳助くん)--Asahi Broadcasting *Chaque autre lundi
- Chichin-puipui (ちちんぷいぷい) -- Mainichi Broadcasting *Chaque mardi
- Gokigen Life Style Yo-i-don! (ごきげんライフスタイル よ〜いドン!) -- Kansai TV *Chaque vendredi
- Asapara! (あさパラ!) -- Yomiuri TV
- Quiz Presen Variety Q-sama!! (クイズプレゼンバラエティ Qさま！！) -- TV Asahi
- Nekketsu! Heisei Kyoiku Gakuin (熱血!平成教育学院) -- Fuji Television/CX
- Ima-chan no "Jitsu-wa..." (今ちゃんの「実は…」) -- Asahi Broadcasting
- Owarai Wide Show Marco Porori! (お笑いワイドショー マルコポロリ!) -- Kansai TV
- Nambo DE Nambo (ナンボDEなんぼ) -- Kansai TV
- Mizuno Maki no Maho no Restaurant (水野真紀の魔法のレストラン) -- Mainichi Broadcasting
- Bijo Saiban - Renai Saibanin Seido (美女裁判〜恋愛裁判員制度〜) -- Asahi Broadcasting

Radio
- GAKU-Shock -- TBS Radio, ABC Radio